# Mary (olifant)
Mary (? - Erwin (Tennessee), 13 september 1916), ook wel Mighty Mary of Murderous Mary genoemd, was een Aziatische olifant die werkte voor het circus Sparks World Famous Shows. Haar dood werd al in de jaren twintig gezien als dierenmishandeling.
Op 11 september 1916 werd de hotelmedewerker Red Eldridge aangesteld als olifantentrainerassistent bij het circus in Kingsport, Tennessee. Op de volgende avond, 12 september, bracht hij haar naar een nabije poel om te spetteren en drinken.
Hier ontstak de olifant in woede. De oorzaak hiervan is niet geheel zeker, maar de gangbare theorie is dat Eldridge een haak achter haar oor stak op het moment dat ze naar beneden boog om in een watermeloen te bijten. De woedende olifant pakte hem vervolgens met haar slurf, gooide hem naast de drinkplaats en vertrapte het hoofd van Eldridge.
Omstanders begonnen te schreeuwen: "Dood de olifant!" en na enkele minuten vuurde een smid zonder resultaat enkele tientallen kogels op de olifant af. De kranten publiceerden het verhaal met veel sensatie en claimden dat Moorddadige Mary al eerder verschillende werknemers had gedood. In de tussentijd gaven leiders van nabijgelegen plaatsen aan het circus niet in hun plaats te willen, wanneer het Mary meenam. Circuseigenaar Charlie Sparks besloot dat de enige manier om uit deze schadeberokkende impasse te komen was, de olifant publiekelijk te doden. De volgende dag werd de olifant naar het Clinchfield railroad yard in Erwin vervoerd, waar een menigte van 2500 volwassenen en kinderen zich had verzameld.
De olifant werd aan haar nek opgehangen door een spoorwegkraan. De eerste poging mislukte door een geknapte kabel; hierbij brak Mary haar heup. De zwaargewonde olifant overleed bij de tweede poging en werd ter plekke naast de rails begraven.
Voorbeelden van andere olifanten die gedood zijn nadat ze wild werden zijn:
- Chunee, doodgeschoten in 1826 in Londen
- Topsy, geëlektrocuteerd in 1903 op Coney Island in Brooklyn, NY
- Tyke, doodgeschoten in 1994 in Hawaï